# Національна дорога 10 (Польща)
Національна дорога 10 (пол. Droga krajowa nr 10, DK10) — національна дорога класу GP, що з’єднує наступні агломерації: Щецин, Бидгощ — Торунь і Варшава. Маршрут пролягає через такі воєводства: Західнопоморське, Великопольське, Куявсько-Поморське та Мазовецьке.
У вересні 2007 р. Західнопоморський воєвода запропонував міністру транспорту включити національну дорогу № 10 до міжнародного транспортного коридору.Ця ініціатива була схвалена. Остаточне рішення про включення дороги 10 до європейських маршрутів належить Європейському Союзу.

## Швидкісна дорога S10
На кільцевих дорогах Старгарда, Валча, Вижиська та Бидгоща, а також на ділянці південної кільцевої дороги Торуня дорога має статус швидкісної дороги S10.

## Міста на маршруті 10 дороги
- Любєшин — перетин кордону з Німеччиною
- Щецин (A6, S3, S6, DK13)
- Старгард (DK20) — обхід S10
- Сухань
- Реч
- Каліш-Поморський
- Мирославець
- Валч (DK22) — кільцева дорога S10
- Піла (DK11) — кільцева дорога
- Вижиськ — кільцева дорога S10 (однопроїзна)
- Накло-над-Нотецем — кільцева дорога
- Бидгощ (DK80) — кільцева дорога S5/S10/DK25
- Біле Блота (S5) — кільцева дорога S5/S10/DK25
- Солець-Куявський — кільцева дорога
- Торунь (A1, S10, DK15, DK80, DK91) — кільцева дорога S10 (одна проїзна частина), платна на ділянці з A1
- Любич-Дольни (A1, S10)
- Ліпно (DK67)
- Скемпе — кільцева дорога
- Серпць — кільцева дорога
- Дробін (DK60)
- Плонськ (DK50) — кільцева дорога
- Седлін (S7, DK7, DK50)

## Галерея

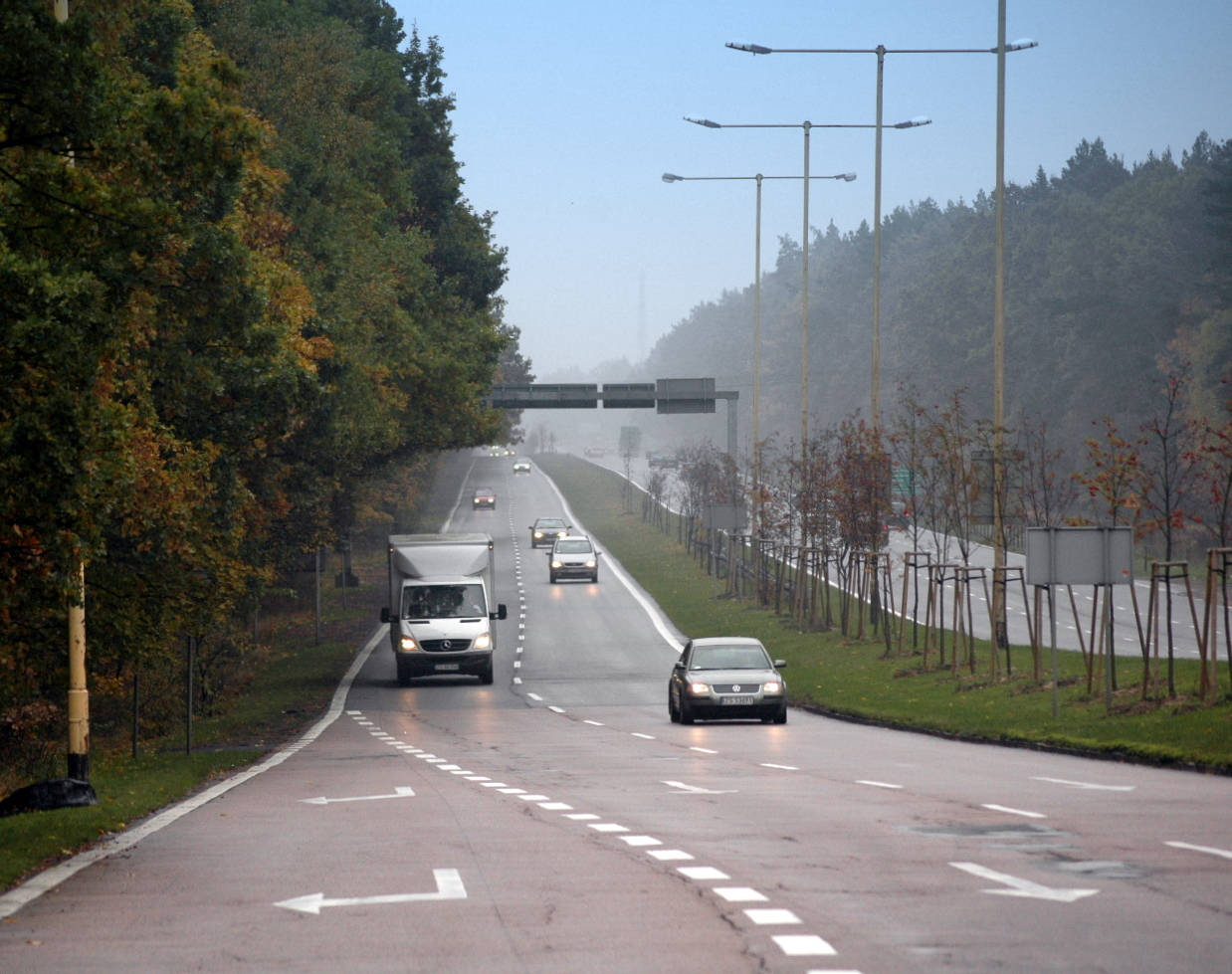
Дорога 10 у Щецині.
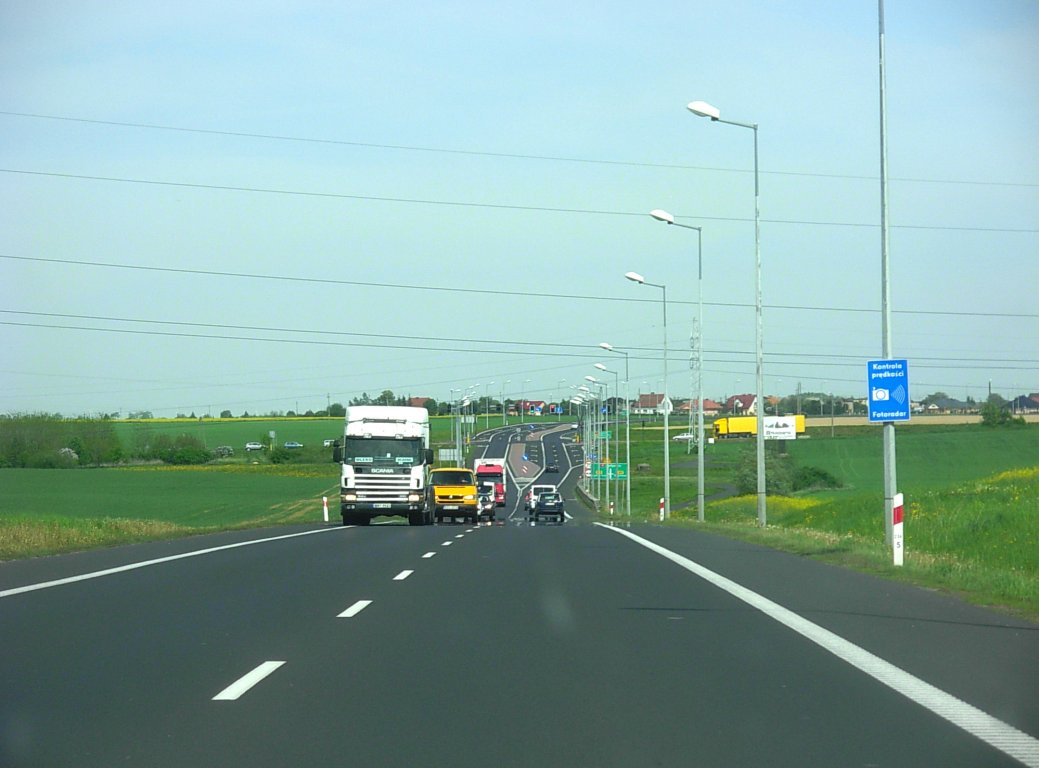
Об'їздна Накло-над-Нотецем.
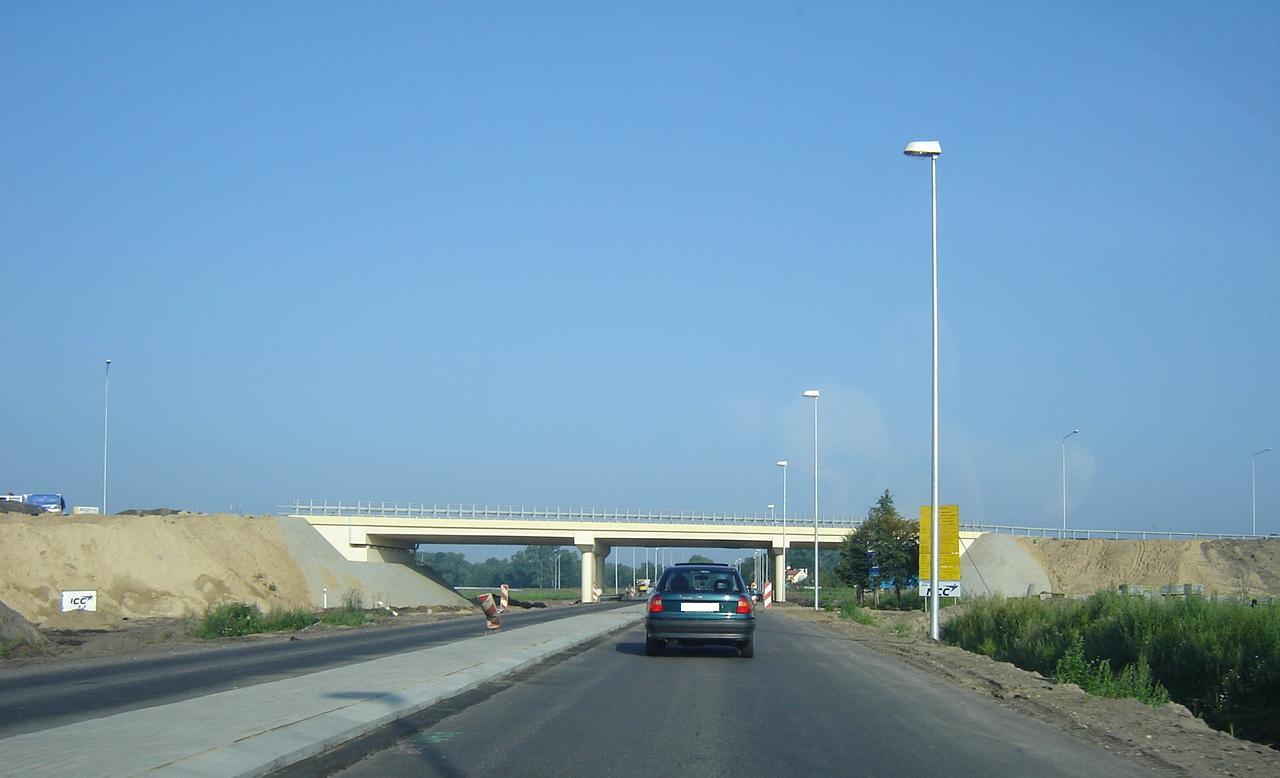
Колишня дорога 10 перед Старгардом.

## Дивись також
- Швидкісна дорога S10